# Zacharias P. Thundy
Zacharias Pontian Thundy eigentlich Zacharias Pontian Thundiyil (* 28. September 1936 in Changanacherry, Kerala) ist ein indisch-US-amerikanischer, römisch-katholischer Theologe und Religionswissenschaftler. Bis zu seiner Emeritierung war er Professor an der Northern Michigan University für Indische Philosophie und Religionen.

## Leben und Wirken
Thundy ist der Sohn von Joseph Joseph Thundy und Mary Joseph Thundy. Im Jahr 1958 schloss Thundy mit einem Bachelor of Arts sein Studium am Pontificium Athenaeum in Pune (der heutigen Pontifical University of Saint Thomas Aquinas) ab. Vier Jahre später erwarb er seinen Bachelor of Theology und seinen Master of Theology an derselben Universität.
Thundy begann seine Karriere 1963 als Lehrer am Dharmaram College in Bengaluru. Diese Position hatte er ein Jahr lang inne und emigrierte 1964 in die USA. 1965 schloss er den Master of Arts an der DePaul University ab, 1968 erhielt er einen Ph.D. von der Universität Notre Dame.
1968 wurde er am English Department der Northern Michigan University Assistenzprofessor, 1972 dann außerordentlicher Professor. Von 1976 bis zu seiner Pensionierung im Jahr 2001 arbeitete er als Professor an der Northern Michigan University. Am 15. Dezember 1983 heiratete er Gina Marie Thundy. Sie haben zwei Kinder.
Das Ergebnis seiner Forschungen sieht u. a. den Einfluss buddhistischer Missionare auf die Autoren des Neuen Testaments. So konnte er mittels literarkritischer Methoden zeigen, dass Materialien aus anderen kulturellen Umfeldern als Bestandteile in die Evangelienredaktion einflossen.
Thundy greift auch Positionen des Richard von Garbe auf, dieser hatte sich im Jahre 1914 auch mit den aus Indien stammenden Einflüssen auf das Urchristentum befasst. Garbe sah vorwiegend die buddhistischen Einflüsse auf das Neue Testament, auf die apokryphen Evangelien und die christliche Legendenliteratur.
1993 setzte er sich intensiv mit dem möglichen Einfluss buddhistischer Vorstellungen auf einige Strömungen im Judentum auseinander. Eine mögliche Konnexionsstelle sah er in der mönchischen Gemeinschaft der Therapeuten in Alexandria (Ägypten), die dort durch jüdische Einsiedler ab Anfang des 1. Jahrhunderts v. Chr. bis zum Beginn der christlichen Zeitrechnung im 1. Jahrhundert n. Chr. existierte. Philo von Alexandria, der in der ersten Hälfte des 1. Jahrhunderts n. Chr. lebte, beschrieb diese Gemeinschaft in der Schrift De Vita contemplativa.
Unter Ptolemaios II. Philadelphos, er stand mit König Ashoka in Kontakt, erlebte Alexandria einen starken Aufschwung. Für die Ptolemäer bestand ein großes Interesse an einem Warenaustausch mit den indischen Subkontinent. Dabei entwickelte sich nicht nur der Landweg, sondern im stärkeren Ausmaß auch der Seeweg über das Rote Meer zur Indusmündung und weiter nach Südindien in bedeutungsvoller Weise.
Nach Thundy geht der Begriff θεραπευτής für die Gruppierung der Therapeuten, so seine Hypothese, auf das Sanskritwort „Theravada “ zurück (Sanskrit स्थविरवाद sthaviravāda „die Lehre [vāda] der Alten [thera]“). Durch Sprachwandel sei das indische Wort mit den Konsonanten „ʊ“ und „ð“ durch Lautverschiebung in ein griechisches „π“ und „τ“ gewandelt worden. Einen Beleg hierfür sieht er unter anderem darin, dass bei Clemens von Alexandria, einem griechischen Theologen und Kirchenschriftsteller, „Buddha“ stets in der Schreibweise „Boutta“ (Βούττα) auftritt.

## Schriften (Auswahl)
- Buddha and Christ: Nativity Stories and Indian Traditions. Brill, Leiden 1993, ISBN 90-04-09741-4
- Religions in dialogue : East and West meet. University Press of America, Lanham [Md.] 1985.
- Holy Mary Magdalene: Old and New. Createspace Independent Publishing Platform, 2016
- Rabbouni by Mary Magdalene: Misreading. CreateSpace Independent Publishing Platform, 2016
- The Trial of Jesus and His Death on the Cross. CreateSpace Independent Publishing Platform, 2015
- Contact between early Christianity and Buddhism in the gnostic milieu. 1987